# Чаловани (Сачхерский муниципалитет)
Чаловани (груз. ჭალოვანი) — село в Грузии, в Сачхерском муниципалитете края Имеретия, центр административной единицы (Сёла: Вакиса, Годора, Личи, Хвани).

## Расположение
Расположено на берегу реки Дзирула, на высоте 780 метров над уровнем моря. Отдалено на 34 километров от города Сачхере.

## Население
По результатам официальной переписи населения 2014 года в селе Чаловани проживало 594 человек (330 мужчин и 264 женщин).
| Год  | Численность, человек |
| ---- | -------------------- |
| 2002 | 696                  |
| 2014 | ▼ 594                |